# Dénes Dibusz
Dénes Dibusz (ur. 16 listopada 1990 w Peczu) – węgierski piłkarz, grający na pozycji bramkarza. Od 2014 roku zawodnik Ferencvárosi TC.

## Życiorys
Dibusz urodził się w Peczu. W 1998 roku rozpoczął grę w juniorskim klubie Góliát FC. Mając dwanaście lat, ze względu na szkołę i rozwój kariery piłkarskiej przeprowadził się do Peczu i rozpoczął grę w juniorach Pécsi MFC. W seniorskiej drużynie Pécsi MFC zadebiutował 13 czerwca 2009 roku w wygranym 4:1 meczu przeciwko ZTE II FC w rozgrywkach NB II. W sezonie 2009/2010 był wypożyczony do Barcsi SC, gdzie został podstawowym bramkarzem. Po powrocie do Pécsi MFC grał w podstawowym składzie tej drużyny do końca 2013 roku, w międzyczasie przyczyniając się do awansu klubu do NB I w sezonie 2010/2011. 15 stycznia 2014 roku podpisał kontrakt z Ferencvárosem.
Studiował zarządzanie i marketing na Wydziale Ekonomii Uniwersytetu w Peczu.
Jest prawonożny.

## Statystyki ligowe
| Sezon         | Klub            | Liga  | Mecze | Gole |
| ------------- | --------------- | ----- | ----- | ---- |
| 2008/2008 (w) | Pécsi MFC       | NB II | 1     | 0    |
| 2009/2010     | Barcsi SC       | NB II | 20    | 0    |
| 2010/2011     | Pécsi MFC       | NB II | 28    | 0    |
| 2011/2012     | Pécsi MFC       | NB I  | 30    | 0    |
| 2012/2013     | Pécsi MFC       | NB I  | 29    | 0    |
| 2013/2014 (j) | Pécsi MFC       | NB I  | 10    | 0    |
| 2013/2014 (w) | Ferencvárosi TC | NB I  | 13    | 0    |

## Sukcesy

### Klubowe
Pécsi Mecsek FC
- Awans do Ekstraklasy: 2011
- III miejsce: 2009 i 2010

Ferencvárosi TC
- Mistrz Węgier: 2015–2016 i 2018–2019
- Srebrny medal Mistrzostw Węgier: 2014–2015 i 2017–2018
- Brązowy medalMistrzostwo Węgier: 2013–2014
- Zdobywca Pucharu Węgier: 2014–2015, 2015–2016 i 2016–2017
- Zdobywca Pucharu Ligi Węgierskiej: 2014–2015
- Zwycięzca Superpucharu Węgier: 2015 i 2016
- Uczestnik Ligi Europejskiej: 2019–2020

### Reprezentacyjne
Węgry
- Uczestnik Mistrzostw Europy: 2016